# Алт ди Белиња (Удине)
Алт ди Белиња је насеље у Италији у округу Удине, региону Фурланија-Јулијска крајина.
Према процени из 2011. у насељу је живело 19 становника. Насеље се налази на надморској висини од -2 м.